# Richard Dawkins
Za arheologa vidi Richard MacGillivray Dawkins.
Clinton Richard Dawkins (Nairobi, 26. ožujka 1941.), etolog, evolucijski biolog i pisac. Na Novom koledžu u Oxfordu ima titulu emeritus fellow, a od 1995. do 2008. bio je profesor za javno razumijevanje znanosti Sveučilišta u Oxfordu. Na istom je sveučilištu 1989. dobio titulu Doktor znanosti, od 1997. član je Kraljevskog književnog društva, a od 2001. član je Kraljevskog društva.
Istaknuto mjesto Dawkins je stekao svojom knjigom Sebični gen iz 1976. u kojoj je popularizirao genocentrični nazor o evoluciji i uveo pojam mem. Godine 1982. uveo je u evolucijsku biologiju koncept po kojem fenotipski efekti gena nisu nužno ograničeni na tijelo organizma, već se mogu protezati daleko u okoliš, uključujući tijela drugih organizama. Ovaj je koncept predstavio u svojoj knjizi Prošireni fenotip.
Dawkins je ateist, potpredsjednik Britanske humanističke asocijacije i pristalica pokreta Brights. Opće je poznat po svojoj kritici kreacionizma i inteligentnog dizajna. U svojoj knjizi Slijepi urar iz 1986. argumentira protiv analogije s urarom, argumenta za egzistenciju nadnaravnog stvoritelja zasnovana na kompleksnosti živih organizama. Umjesto toga Dawkins evolucijske procese opisuje kao analogne slijepom uraru.
Otada je napisao nekoliko popularnoznanstvenih knjiga te redovito nastupa na radiju i televiziji, pretežno diskutirajući o tim temama. U svojoj knjizi Iluzija o bogu iz 2006. Dawkins tvrdi da nadnaravni stvoritelj gotovo sigurno ne postoji i da je religiozna vjera deluzija – »fiksno lažno vjerovanje«. Do siječnja 2010. engleska je jezična verzija ove knjige bila prodana u više od 2 milijuna primjeraka i bila prevedena na 31 jezik. Dawkins je osnovao Zakladu Richarda Dawkinsa za razum i znanost radi promicanja poučavanja evolucije i djelovanja protiv onih koji zastupaju nastavne programe protiv evolucije.

## Biografija

### Kenija
Dawkins se rodio u Nairobiju u Keniji. Sin je Jean Mary Vyvyan (rođ. Ladner) i Clintona Johna Dawkinsa (1915. – 2010.), koji je bio poljoprivredni civilni službenik u Britanskoj kolonijalnoj službi u Njasi (sada Malavi). Dawkins se autoidentificira kao Englez i trenutačno živi u Oxfordu u Engleskoj. Rodivši se u Keniji, on je britanski državljanin.
Dawkins ima mlađu sestru. Tijekom Drugog svjetskog rata njegov je otac bio pozvan u Kraljeve afričke strijelce; u Englesku se vratio 1949. kada je Dawkinsu bilo osam godina. Otac mu je bio naslijedio ladanjsku ostavštinu, Over Norton Park u Oxfordshireu, koju je pretvorio u komercijalnu farmu. Oba njegova roditelja bila su zainteresirana za prirodne znanosti; na Dawkinsova pitanja odgovarala su u znanstvenim terminima.
Dawkins opisuje svoje djetinjstvo kao »normalno anglikansko odgajanje«. Kršćanin je bio do sredine svojih adolescentskih godina kada je zaključio da je teorija evolucije bila bolje objašnjenje za kompleksnost života te je prestao vjerovati u boga. Dawkins tvrdi: »Glavni rezidualni razlog zašto sam bio religiozan bio je taj da sam bio toliko impresioniran kompleksnošću života i da sam osjećao da je on morao imati dizajnera i mislim da je to bilo kada sam shvatio da je darvinizam bio daleko superiorno objašnjenje koje je argumentu dizajna izmaknulo tlo ispod nogu. I to me ostavilo bez ičega.«

### Obrazovanje
Dawkins je pohađao Školu u Oundleu u Northamptonshireu, englesku javnu školu s distinktnom aromom Engleske crkve, od 1954. do 1959., gdje je boravio u Laundimerovoj kući. Zoologiju je studirao na Balliolovu koledžu u Oxfordu, diplomiravši 1962.; dok se ondje nalazio, tutor mu je bio Nobelom nagrađeni etolog Nikolaas Tinbergen. Pod Tinbergenovom supervizijom nastavio je kao student istraživač, stekavši do 1966. stupnjeve magistra (MA) i doktora (PhD), a potom je još jednu godinu ostao kao asistent istraživač. Tinbergen je bio pionir u proučavanju životinjskog ponašanja, posebice u područjima instinkta, učenja i izbora; Dawkinsovo se istraživanje u tom periodu bavilo modelima donošenja odluka u životinja.

### Poučavanje
Od 1967. do 1969. bio je profesor asistent zoologije na Kalifornijskom sveučilištu u Berkeleyju. Tijekom tog perioda studenti i fakultet na Sveučilištu u Berkeleyju većinom su se protivili tekućem Vijetnamskom ratu i Dawkins se snažno uključio u antiratne demonstracije i aktivnosti. Na Sveučilište u Oxfordu vratio se 1970., gdje je preuzeo poziciju predavača. Godine 1990. postao je profesor (reader) zoologije. Godine 1995. bio je postavljen za Simonyijeva profesora za javno razumijevanje znanosti na Oxfordu, a ovu je poziciju financijski utemeljio Charles Simonyi s izraženom namjerom da se od nositelja »očekuje da učini važne doprinose u javnom razumijevanju nekog znanstvenog polja« i da prvi nositelj profesure bude Richard Dawkins.
Od 1970. član je Novog koledža u Oxfordu. Održao je mnogo inauguralnih i ostalih predavanja, uključujući memorijalno predavanje o Henryju Sidgwicku (1989.), prvo memorijalno predavanje o Erasmusu Darwinu (1990.), predavanje o Michaelu Faradayu (1991.), memorijalno predavanje o T. H. Huxleyju (1992.), memorijalno predavanje o Irvineu (1997.) predavanje o Sheldonu Doyleu (1999.), predavanje o Tinbergenu (2004.) te Tannerova predavanja (2003.). Godine 1991. održao je Kraljevska institucijska božićna predavanja za djecu na temu Odrastanje u svemiru (Growing Up in the Universe). Bio je također urednik mnogih časopisa te radio kao urednički savjetnik za Enciklopediju Encartu (Encarta Encyclopedia) i Enciklopediju evolucije (Encyclopedia of Evolution). Na popisu je kao viši urednik i kolumnist magazina Free Inquiry Vijeća za sekularni humanizam i član je uredničkog odbora magazina Skeptic od njegova osnutka.
Sudjelovao je u sudačkim panelima za razne nagrade, od Faradayeve nagrade Kraljevskog društva do Nagrada Britanske akademije televizijskih umjetnosti, te bio predsjednik Sekcije za biološke znanosti Britanske asocijacije za unapređenje znanosti. Godine 2004. Balliolov koledž u Oxfordu ustanovio je Dawkinsovu nagradu koja se dodjeljuje za »izvanredno istraživanje o ekologiji i ponašanju životinja kojih bi blagostanje i opstanak mogli biti ugroženi čovjekovim aktivnostima«. U rujnu 2008. napustio je svoju profesuru i otišao u mirovinu, najavivši planove da će »napisati knjigu namijenjenu mladima u kojoj će ih upozoriti da ne vjeruju u ›antiznanstvene‹ bajke«.

### Osobni život
Dawkins se ženio tri puta i ima jednu kćer. Za kolegicu etologinju Marian Stamp Dawkins se oženio 19. kolovoza 1967. u Annestownu u grofoviji Waterfordu u Irskoj; razveli su se 1984. Potom se 1. lipnja iste godine u Oxfordu oženio za Eve Barham (19. kolovoza 1951. – 28. veljače 1999.). Dobili su kćer Juliet Emmu Dawkins (Oxford, 1984.). Dawkins i Barham također su se razveli. Godine 1992. u Kensigtonu i Chelseaju u Londonu oženio se za glumicu Lallu Ward. Dawkins ju je upoznao preko njihova zajedničkog prijatelja Douglasa Adamsa, koji je s njom radio na BBC-jevu Doctor Whou.

## Djelo

### Evolucijska biologija
daljnje informacije: genocentrični nazor o evoluciji
U svojim znanstvenim djelima Dawkins je najpoznatiji po popularizaciji gena kao glavne jedinice selekcije u evoluciji; ovaj nazor najjasnije je izložen u njegovim knjigama:
- Sebični gen (The Selfish Gene, 1976.), u kojoj primjećuje da »sav život evoluira diferencijalnim preživljenjem replicirajućih entiteta«
- Prošireni fenotip (The Extended Phenotype, 1982.), u kojoj opisuje prirodnu selekciju kao »proces kojim replikatori jedan drugoga ispropagiraju«.

Dawkins je konzistentan u skepsi prema neadaptivnim procesima u evoluciji (kao što su spandreli koje su opisali Gould i Lewontin) i prema selekciji na razinama »iznad« razine gena. Osobito je skeptičan prema praktičnoj vjerojatnosti ili važnosti grupne selekcije kao osnove za razumijevanje altruizma.:169–172 Ovo ponašanje isprva izgleda kao evolucijski paradoks jer pomaganje drugima troši vrijedne resurse i smanjuje vlastitu sposobnost opstanka. Prije njega mnogi su to interpretirali kao aspekt grupne selekcije: jedinke čine ono što je najbolje za opstanak populacije ili vrste u cjelini. Britanski evolucijski biolog W. D. Hamilton rabio je bio genocentrični nazor da bi objasnio altruizam u okvirima inkluzivnog fitnesa i rodbinske selekcije, odnosno da bi objasnio da se jedinke ponašaju altruistično prema svojim bliskim srodnicima, koji s njima dijele mnogo vlastitih gena.[a] Slično tomu je Robert Trivers, razmišljajući u okvirima genocentričnog modela, razvio teoriju recipročnog altruizma pri čemu jedan organizam pruža korist drugomu u iščekivanju budućeg reciprociteta. Dawkins je ove ideje popularizirao u Sebičnom genu te ih razvio u vlastitu djelu.
Dawkins je također snažno kritizirao hipotezu Geje nezavisnog znanstvenika Jamesa Lovelocka.
U lipnju 2012. Dawkins je izrazito kritizirao knjigu Društveno osvajanje Zemlje (The Social Conquest of Earth, 2012.) kolege biologa E. O. Wilsona.
Kritičari Dawkinsova pristupa sugeriraju da je uzimanje gena kao jedinice selekcije (pojedinačni događaj u kojem se jedinka ili uspije ili ne uspije reproducirati) zavaravajuće; gen bi se moglo bolje opisati, govore oni, kao jedinicu evolucije (dugoročne promjene u frekvencijama alela u populaciji). U Sebičnom genu Dawkins objašnjava da rabi definiciju Georgea C. Williamsa po kojoj je gen »ono što se segregira i rekombinira s procjenjivom frekvencijom«. Još jedan čest prigovor je taj da gen ne može samostalno preživjeti, već mora kooperirati s drugim genima da bi izgradio jedinku i stoga gen ne može biti nezavisna »jedinica«. U Proširenom fenotipu Dawkins sugerira da su iz perspektive individualnog gena svi ostali geni dio okoliša na koji se on adaptira.
Zastupnici viših razina selekcije (kao npr. Richard Lewontin, David Sloan Wilson i Elliott Sober) sugeriraju da postoji mnogo fenomena (uključujući altruizam) koje selekcija zasnovana na genima ne može zadovoljavajuće objasniti. Filozofkinja Mary Midgley, s kojom se Dawkins sukobio u tisku u pogledu Sebičnog gena, kritizirala je selekciju gena, memetiku i sociobiologiju kao ekscesivno redukcionističke; sugerirala je da se popularnost Dawkinsova djela može pripisati faktorima u cajtgajstu kao što je rastući individualizam Thatcher-Reaganovih dekada.
U nizu kontroverzija o mehanizmima i interpretacijama evolucije (tzv. »Darwinovi ratovi«) jedna se frakcija često naziva po Dawkinsu, dok se druga frakcija naziva po američkom paleontologu Stephenu Jayju Gouldu, reflektirajući tako premoćnost obojice kao popularizatora pertinentnih ideja. Naime, Dawkins i Gould bili su istaknuti komentatori u kontroverziji o sociobiologiji i evolucijskoj psihologiji, uz Dawkinsa koji ih je uglavnom odobravao i Goulda koji ih je uglavnom kritizirao. Tipičan je primjer Dawkinsove pozicije njegova oštra recenzija knjige Nije u našim genima (Not in Our Genes, 1984.) Stevena Rosea, Leona J. Kamina i Richarda C. Lewontina. Druga dva mislioca koja se često smatraju udruženima s Dawkinsom o ovoj temi jesu Steven Pinker i Daniel Dennett; Dennett je promovirao genocentrični nazor o evoluciji i branio redukcionizam u biologiji. Unatoč svojim akademskim nesuglasicama, Dawkins i Gould nisu imali neprijateljski osobni odnos, a Dawkins je velik dio svoje knjige Đavolji kapelan (A Devil's Chaplain, 2003.) postumno posvetio Gouldu, koji je umro godinu dana prije toga.
Dawkinsova knjiga Najveća predstava na Zemlji: dokaz evolucije (The Greatest Show on Earth: The Evidence for Evolution, 2009.) razlaže dokaz biološke evolucije i koincidira s dvjestogodišnjicom Darwinova rođenja.

### Mem
Dawkins je skovao riječ mem (bihevioralni ekvivalent gena) kao način da potakne čitatelje da razmišljaju o tome kako bi se darvinistički principi mogli proširiti onkraj carstva gena.:11 Doista, ona je bila zamišljena kao proširenje njegova argumenta »replikatorâ«, no zadobila je vlastit život u rukama drugih autora poput Daniela Dennetta i Susan Blackmore. Ove su popularizacije potom dovele do nastanka memetike, polja od kojeg se Dawkins distancirao.
Dawkinsov mem odnosi se na svaki kulturni entitet koji promatrač može smatrati replikatorom određene ideje ili kompleksa ideja. Dawkins je postavio hipotezu da bi ljudi na mnoge kulturne entitete mogli gledati kao na one koji imaju sposobnost takve replikacije, uglavnom putem izloženosti ljudima, koji su evoluirali kao efikasni (iako ne savršeni) kopiranti informacija i ponašanja. Budući da se memi ne kopiraju uvijek savršeno, oni mogu postati rafinirani, kombinirani ili na drugi način modificirani drugim idejama; to rezultira novim memima, koji se mogu pokazati više ili manje efikasnim replikatorima od svojih prethodnika, pružajući tako okvir za hipotezu kulturne evolucije zasnovane na memima, predodžbe koja je analogna teoriji biološke evolucije zasnovane na genima.
Iako je Dawkins neovisno osmislio specifični termin mem, nije se pozivao na to da je sama ideja bila potpuno nova, a u prošlosti je bilo i drugih izraza za slične ideje. Na primjer, John Laurent sugerirao je da bi termin mogao potjecati iz rada malo znana njemačkog biologa Richarda Semona. Godine 1904. Semon je izdao Mnem (Die Mneme), koji se 1924. pojavio na engleskom kao The Mneme. U knjizi se raspravlja o kulturnoj transmisiji iskustava, s uvidima paralelnima onima u Dawkinsa. Laurent je usto pronašao da se termin mnem rabi u knjizi Život bijelog mrava (The Life of the White Ant, 1926.) Mauricea Maeterlincka i istaknuo je sličnosti s Dawkinsovim konceptom. Autor James Gleick opisuje Dawkinsov koncept mema »njegovom najslavnijom znamenitom invencijom, daleko utjecajnijom od njegovih sebičnih gena ili njegova potonjeg prozelitizma protiv religioznosti«.

### Kritika kreacionizma
Dawkins je istaknuti kritičar kreacionizma, religijskog vjerovanja da je čovječanstvo, život i svemir stvorilo božanstvo bez utjecaja evolucije. Mladozemaljski kreacionistički nazor da je Zemlja stara tek nekoliko tisuća godina opisao je kao »izvrnutu, uskoumnu laž«, a njegova knjiga Slijepi urar (The Blind Watchmaker, 1986.) sadrži ustrajnu kritiku argumenta iz dizajna, važna kreacionističkog argumenta. U toj knjizi Dawkins argumentira protiv analogije s urarom, koju je slavnom učinio engleski teolog iz 18. stoljeća William Paley putem svoje knjige Prirodna teologija (Natural Theology, 1802.) u kojoj argumentira da upravo onako kako je ura previše komplicirana i previše funkcionalna da bi iznenada nastala pukim slučajem tako i sva živa bića – sa svojom daleko većom kompleksnošću – moraju biti svrhovito dizajnirana. Dawkins dijeli nazor kojeg se općenito drže znanstvenici da je prirodna selekcija dostatna za objašnjenje očigledne funkcionalnosti i nenasumične kompleksnosti biološkog svijeta i da se za nju može reći da igra ulogu urara u prirodi, iako onog automatskog, neinteligentnog, slijepog urara.
Godine 1986. Dawkins i biolog John Maynard Smith sudjelovali su u debati pri Oksfordskoj uniji protiv A. E. Wilder-Smitha, mladozemaljskog kreacionista, i Edgara Andrewsa, predsjednika Društva za biblijski postanak.[b] Uglavnom, Dawkins slijedi savjet svojeg preminulog kolege Stephena Jaya Goulda i odbija sudjelovati u formalnim debatama s kreacionistima jer »ono što oni traže je kisik respektabilnosti« i čineći to »taj bi im se kisik dao pukim činom uopće stupanja u borbu s njima«. On upućuje na to da kreacionisti »ne mare što su potučeni u argumentu; važno je to da im odajemo priznanje gnjaveći se raspravljati s njima u javnosti«.
U prosincu 2004. u intervjuu s američkim novinarom Billom Moyersom Dawkins je kazao: »Među stvarima koje znanost znade evolucija je onoliko sigurna koliko sve što znamo.« Kada ga je Moyers upitao o uporabi riječi teorija, Dawkins je izjavio: »Evolucija je promatrana. Radi se samo o tome da nije promatrana dok se zbiva.« Dodao je: »Prije je nalik detektivu koji je naišao na ubojstvo poslije same scene... detektiv nije zapravo vidio da se ubojstvo dogodilo, dakako. No ono što vi vidite je masivan trag... Goleme količine cirkumstancijalnog dokaza. To bi se moglo također objasniti riječima engleskoga.«
Dawkins se gorljivo protivi uključenju inteligentnog dizajna u znanstvenu edukaciju, govoreći za nj da »uopće nije znanstveni argument, već religijski«. U medijima se Dawkinsa naziva »Darwinovim rotvajlerom«, što je referencija na engleskog biologa T. H. Huxleyja koji je zbog zastupanja Darwinovih ideja o evoluciji bio znan kao »Darwinov buldog«. Snažan je kritičar Istine u znanosti, britanske organizacije koja promovira poučavanje kreacionizma u državnim školama, te putem Zaklade Richarda Dawkinsa za razum i znanost planira subvencionirati škole dostavom knjiga, DVD-ova i pamfleta koji djeluju protiv rada Istine u znanosti, koji je Dawkins opisao »obrazovnim skandalom«.

### Zastupanje ateizma
Dawkins je otvoreni ateist i podupiratelj raznih ateističkih, sekularnih i humanističkih organizacija. Iako je u dobi od trinaest godina bio potvrđen u Engleskoj crkvi, religioznu vjeru počeo je gubiti kada je pronašao Darwina. Otkrio je da ga je vlastito razumijevanje evolucije odvelo u ateizam i da ga zbunjuje vjerovanje u boga među pojedincima koji su sofisticirani u znanosti. Ne slaže se s principom nepreklapajućih magisterija koji je predložio Stephen Jay Gould i smatra da je egzistencija boga znanstvena hipoteza, kao i bilo koja druga.:50
Dawkins je postao istaknuti kritičar religije i tvrdi da je njegova opozicija religiji dvostruka: religija je i izvor sukoba i opravdanje za vjerovanje bez dokaza.:282–286 Vjeru – vjerovanje koje nije zasnovano na dokazu – smatra »jednim od najvećih zala na svijetu«. Na istaknuto mjesto uspeo se u javnim debatama o odnosu znanosti i religije nakon publiciranja svoje knjige Deluzija o bogu (The God Delusion, 2006.), koja je postala međunarodni bestseler. Njezin uspjeh mnogi su vidjeli kao naznaku promjene u suvremenom kulturnom cajtgajstu te također identificirali s usponom novog ateizma.
Dawkins edukaciju i podizanje svijesti vidi primarnim oruđima u suprotstavljanju onomu što smatra religijskom dogmom i indoktrinacijom. Ova oruđa uključuju borbu protiv određenih stereotipa pa je usvojio termin bistar (engl. bright) kao način asociranja pozitivnih javnih konotacija uz one koji posjeduju naturalistički svjetonazor. Dao je potporu ideji slobodoumne škole, koja ne bi indoktrinirala djecu ni u ateizmu ni u bilo kojoj religiji, već bi umjesto toga poučavala djecu da budu kritična i otvorena uma. Inspiriran uspjesima u podizanju svijesti kojima su feministice pobudile raširenu neugodu pri rutinskoj uporabi riječi »on« (engl. he) umjesto »ona« (engl. she), Dawkins slično tomu sugerira da bi se fraze kao npr. »katoličko dijete« ili »muslimansko dijete« trebale smatrati jednako socijalno apsurdnima kao i npr. »marksističko dijete« zato što vjeruje da djecu ne bi trebalo klasificirati na osnovi ideoloških ili religijskih uvjerenja njihovih roditelja.
Dawkins sugerira da bi ateisti trebali biti ponosni, a ne apologeti, ističući da je ateizam dokaz zdrava, neovisna uma.:3 Nada se da što se ateisti budu više identificirali, to će javnost postati svjesnija koliko mnogo ljudi zapravo ima takve poglede, smanjujući pritom negativno mišljenje o ateizmu među religioznom većinom. Inspiriran pokretom za prava homoseksualaca, utemeljio je Out Campaign da ohrabri ateiste širom svijeta da svoj stav deklariraju javno i s ponosom. Podupro je prvu britansku ateističku reklamnu inicijativu, ateističku autobusnu kampanju iz 2008., koja je za cilj imala prikupljanje novca radi postavljanja ateističkih reklama na autobuse na londonskom području.
Dawkinsovo je zastupanje ateizma izazvalo kontroverzije. Pisac Christopher Hitchens branio je percipiranu oštrinu Dawkinsova stava prema religiji dok su Nobelovi laureati sir Harold Kroto i James D. Watson te psiholog Steven Pinker pohvalama obasuli njegovu knjigu Deluzija o bogu. Nasuprot tomu, književni kritičar Terry Eagleton, teolog Alister McGrath i filozof znanosti Michael Ruse optužili su Dawkinsa da je iz temelja pogrešno shvatio teološke argumente koje je tvrdio da pobija, dok su znanstvenici Martin Rees i Peter Higgs kritizirali Dawkinsov konfrontacijski stav prema religiji kao nekoristan, uz Higgsa koji je otišao toliko daleko da ga je etiketirao fundamentalistom. Odgovarajući svojim kritičarima, Dawkins tvrdi da teolozi nisu ništa bolji od znanstvenika u osvrtanju na duboka kozmološka pitanja i da se on ne smatra fundamentalistom jer je voljan promijeniti mišljenje ususret novom dokazu.:55–56 Nedavno, u svibnju 2014. na Hejskom festivalu u Walesu mediji su prenijeli da je Dawkins izjavio: »Sebe bih opisao kao sekularnog kršćanina u istom smislu kao što sekularni židovi imaju osjećaj za nostalgiju i ceremonije.«

### Zaklada
Godine 2006. Dawkins je utemeljio neprofitnu organizaciju nazvanu Zaklada Richarda Dawkinsa za razum i znanost (engl. Richard Dawkins Foundation for Reason and Science, RDFRS). Zaklada je u razvojnoj fazi. U Ujedinjenom Kraljevstvu i Sjedinjenim Državama dodijeljen joj je karitativni status. RDFRS planira financirati istraživanja o psihologiji vjerovanja i religije, financirati znanstvene edukacijske programe i materijale te publicirati i poduprijeti karitativne organizacije koje su u naravi sekularne. Zaklada na svojem mrežnom mjestu također nudi humanističke, racionalističke i znanstvene materijale.
Dawkins je kazao da je »trend k teokratskom mišljenju u Sjedinjenim Državama opasnost ne samo za Ameriku nego za čitav svijet«. U vezi s ovom zabrinutošću Dawkins je pozvao Seana Fairclotha da bude uvodni govornik na Dawkinsovoj američkoj knjižnoj turneji 2011. Faircloth je autor knjige Napad teokratâ: kako religiozna desnica šteti svima nama i što možemo učiniti u vezi s tim (Attack of the Theocrats: How the Religious Right Harms Us All and What We Can Do About It, 2012.). Zaklada Richarda Dawkinsa (američki ogranak) poslije je unajmila Fairclotha, koji ima desetogodišnje iskustvo kao državni legislator, kao direktora za strategiju i politiku.

### Ostala polja
U ulozi profesora za javno razumijevanje znanosti Dawkins je bio kritičar pseudoznanosti i alternativne medicine. U svojoj knjizi Paranje duge (Unweaving the Rainbow, 1998.) on razmatra optužbu Johna Keatsa da je Isaac Newton objašnjenjem duge umanjio njezinu ljepotu; Dawkins iznosi argumentaciju za suprotan zaključak. On sugerira da duboki svemir, milijarde godina evolucije života te mikroskopske radnje biologije i herediteta sadrže više ljepote i čuda nego »mitovi« i »pseudoznanost«. Za postumno izdano Zmijsko ulje Johna Diamonda, knjigu posvećenu raskrinkavanju alternativne medicine, Dawkins je napisao uvodnu riječ u kojoj tvrdi da je alternativna medicina štetna ako ni zbog čega drugoga, a ono zbog odvlačenja pacijenata od uspješnijih konvencionalnih terapija te davanja lažnih nada ljudima. Dawkins tvrdi: »Ne postoji alternativna medicina. Postoji jedino medicina koja djeluje i medicina koja ne djeluje.«
Dawkins je izrazio zabrinutost zbog rasta planetarne populacije ljudi i problema prenaseljenosti. U Sebičnom genu on nakratko spominje rast stanovništva, dajući primjer Latinske Amerike čije se stanovništvo, u vrijeme kada je knjiga napisana, svakih 40 godina udvostručivalo. Kritičan je prema rimokatoličkim stavovima o planiranju obitelji i kontroli populacije, tvrdeći da će vođe koji zabranjuju kontracepciju i »iskazuju sklonost ›prirodnim‹ metodama ograničenja stanovništva« dobiti upravo takvu metodu u obliku izgladnjenja.
Kao podupiratelj Projekta velikih čovjekolikih majmuna – pokreta za proširenje moralnih i zakonskih prava na sve velike čovjekolike majmune – Dawkins je knjizi Projekt velikih čovjekolikih majmuna (Great Ape Project, 1994.), koju su uredili Paola Cavalieri i Peter Singer, doprinio člankom Praznine u umu (Gaps in the Mind). U tom eseju on kritizira moralne stavove suvremenog društva kao one zasnovane na »diskontinuiranu, specističkom imperativu«.
Dawkins također u novinama i na weblogovima redovito komentira suvremena politička pitanja; njegova mišljenja obasižu opoziciju invaziji na Irak 2003., britanski nuklearni deterent, akcije predsjednika SAD-a Georgea W. Busha te etiku dizajnerskih beba. Nekoliko je takvih članaka bilo uključeno u Đavoljeg kapelana, antologiju pisanja o znanosti, religiji i politici. Dawkins je također podupiratelj republikanske kampanje koja ima za cilj zamjenu britanske monarhije demokratski izabranim predsjednikom. Dawkins opisuje sebe kao laburističkog glasača u 1970-ima i glasača Liberalnih demokrata od njihova stvaranja. Godine 2009. na stranačkoj konferenciji održao je govor protiv zakonâ o blasfemiji, alternativne medicine i vjerskih škola. Na britanskim općim izborima 2010. Dawkins je službeno pristao uz Liberalne demokrate, pruživši potporu njihovoj kampanji za izbornu reformu i za njihovo »odbijanje podilaženja ›vjeri‹«. U kolovozu 2014. Dawkins je bio jedna od 200 javnih figura koje su potpisale pismo odaslano The Guardianu u kojem se protive škotskoj nezavisnosti uoči rujanskog referenduma o tom pitanju.
U televizijskom dokumentarcu Neprijatelji razuma (The Enemies of Reason, 2007.) Dawkins diskutira o onome što vidi kao opasnosti od napuštanja kritičke misli i razložnosti zasnovane na znanstvenom dokazu. Specifično citira astrologiju, spiritualizam, rašljarenje, alternativne vjere, alternativnu medicinu i homeopatiju. Također diskutira o tome kako se internet može rabiti za širenje religijske mržnje i teorijâ zavjera s nedostatnom pozornošću za obrazlaganje zasnovano na dokazima.
Nastavljajući dugogodišnju suradnju s Channel 4, Dawkins je sudjelovao u petodijelnoj televizijskoj seriji Genij Britanije (Genius of Britain, 2010.) zajedno s kolegama znanstvenicima Stephenom Hawkingom, Jamesom Dysonom, Paulom Nurseom i Jimom Al-Khalilijem. Ova serija od pet epizoda bila je emitirana u lipnju 2010. Serija se fokusira na velika britanska znanstvena dostignuća tijekom povijesti.
U dokumentarcu emitiranu na kanalu More4 pod naslovom Prijetnja vjerskih škola? (Faith School Menace?, 2010.) Dawkins u ulozi prezentanta argumentima »poziva sve nas da ponovo razmotrimo posljedice vjerske edukacije, koja... nasamaruje roditelje te indoktrinira i razdvaja djecu«.
Godine 1998. Dawkins je izrazio zahvalnost za dvije knjige u vezi sa Sokalovom aferom:
- Visoko praznovjerje: akademska ljevica i njezine zavade sa znanošću (Higher Superstition: The Academic Left and Its Quarrels with Science, 1994.) Grossa i Levitta
- Intelektualne imposture (Intellectual Impostures, 1999.) Sokala i Bricmonta.

Ove su knjige slavne po svojoj kritici postmodernizma na američkim sveučilištima (poimence na odjelima za književnosti, antropologiju i ostale kulturne studije). Istom je prigodom Dawkins također kritizirao Sveučilište u Cambridgeu zbog dodjele počasnog doktorata filozofu Jacquesu Derridau.
Godine 2011. Dawkins se pridružio profesorskom kolektivu na Novom koledžu humanističkih znanosti, novom privatnom sveučilištu u Londonu koje je osnovao A. C. Grayling i koje je bilo otvoreno u rujnu 2012.

## Zapažena djela i eseji

### Sebični gen
Teorija sebičnoga gena bila je najracionalniji oblik kojim su se različita opažanja iz prirodnoga života uklopila u jedinstvenu istraživačku paradigmu, u jednostavno i racionalno objašnjenje fenomena koji su za klasični darvinizam, i njegovo poimanje opstanka tijela jedinki, bili neracionalni, odnosno koji se klasičnom paradigmom nisu mogli objasniti. Teorija sebičnoga gena, odnosno teorija genske selekcije, koju je popularizirao Dawkins, a ne selekcije tijela, postala je stoga temelj danas važne znanstvene discipline pod imenom sociobiologija. Dawkins je postao nositelj nove istraživačke matrice u bihejvioralnoj biologiji koju njegovi neprijatelji nazivaju "ultra-darvinizmom". Teorija sebičnoga gena uspjela je sintetizirati, odnosno podvesti pod jedinstveno objašnjenje fenomene recipročnog altruizma, srodničke selekcije, konkurencije među braćom, kanibalizam, diferencijalne roditeljske strategije prema prvorođenim i daljnjim potomcima, varijabilitet evolucijskih strategija u ponašanju mužjaka i ženki i brojne druge.
Kao primjer može se razmotriti asimetrija spolnih uloga o kojoj je posebno pisao Robert Trivers. Broj gameta koju mogu proizvesti pripadnici različitih spolova u većini je prirodnih vrsta bitno različit. To znači da ulog oplodnje muških i ženskih gameta ne može biti jednak. Kod većine spolnih organizama, mužjak može oploditi više jajašca nego što ih ženka može roditi, odnosno mužjak u oplodnju ulaže razmjerno manje od ženke. Isto tako, gamete ženke bitno su veće od mužjakovih. "Tu počinje eksploatacija žena", piše Dawkins. Naime brojčana, tj. kvantitativna asimetrija gameta utječe na različito ponašanje spolova. Upravo razmjerno broju stvorenih gameta u odnosu na broj gameta suprotnoga spola, mužjak će biti skloniji poligamiji, odnosno promiskuitetu od ženki. To pak dovodi do različitih strategija parenja: za ženke veća investicija predstavlja razlog za oprez, odnosno sramežljivost i selekcija partnera, kako bi se naposljetku pronašao "onaj idealan" partner, koji će imati kvalitetne gamete i biti spreman žrtvovati se kasnije za odgoj mladunaca. Muška je reproduktivna strategija naprotiv oploditi što više ženki u što kraćem vremenu, izbjegavati dugotrajno parenje, odnosno pokušati uložiti što manje u odgoj djece. To je osnovni razlog borbe među spolovima.
Isto vrijedi i za planiranje obitelji i za borbu među generacijama. Isplati li se roditeljima ulagati više u jednog potomka ili pružati manje njege prvorođenome kako bi se geni što prije "proširili" na sljedećeg potomka? Matematičke matrice teorije igara, i logika sebičnoga gena pokazuju da s porastom opasnosti za prvoga potomka raste i roditeljska briga. Ali interes sebičnih gena roditelja je što više proširiti gene na nove potomke, stoga će se razdoblje dozrijevanja, odnosno ulog po pojedinom potomku pokušati smanjiti. Interes potomka je međutim obrnut: premda i dijete ima interes da se n geni u braći što više šire, količina vlastitih gena ipak je dvostruko veća od gena braće i sestara, stoga će potomci pokušati što više roditeljske brige privući sebi, a odvući od braće. Sve su to primjeri univerzalnoga načela prirode o maksimaliziranju koristi i minimaliziranju troškova.
Ukratko, teorija sebičnoga gena, u suvremenom obliku uz dodatnu pomoć matematičke teorije igara, pokušat će modelirati i kvantificirati interes pojedinih darvinističkih strojeva i sklopova gena, kao da je riječ o bihevioralnim racionalnim odlukama. Tako će primjerice spremnost na žrtvovanje života za drugoga biti upravo razmjerna količini gena koju dvije jedinke međusobno dijele. U slučaju brata ta je vjerojatnost 50%, ali već u slučaju bratića i sestrične ona pada na 12.5%, jer je upravo to količina gena koju te jedinke dijele.

### Slijepi urar
Ultradarvinizam Dawkins razvija i u svojoj trećoj knjizi, Slijepi urar. Ali uz opći okvir teorije sebičnoga gena u toj je knjizi Dawkins pridodao svoj drugi glavni interes, tezu da se replikacija u prirodi odvija digitalno. Evolucija se može i računalno simulirati. To je temelj discipline pod imenom računalna biologija koja danas ima sve više zagovornika. Dawkins je naime 1986. godine stvorio kompjutorski program pod imenom Slijepi urar, kojim je simulirao načelo varijabilnosti fenotipskih oblika iz samo nekoliko naredbi ili načela replikacije. Na taj je način u samo nekoliko generacija stvorio brojne i početno vrlo nevjerojatne fenotipe, odnosno tzv. biomorfe, računalno oblikovane kreature. Nedavno je, što u šali što ozbiljno, simulirao transformacije ljudskih fenotipskih obilježja lica, i pokazao kako bi ljudska lica mogla izgledati u dalekoj budućnosti.
Njegov omiljeni primjer "slijepoga urara" u stvarnosti, naime tvorca koji bez znanja o smislu i svrsi postojanja varijacija, uspijeva stvoriti bogatstvo varijeteta, jesu puževi. Bogatstvo varijanti puževa (u stvarnosti), kao i njegovih biomorfa (u kompjutorskoj simulaciji), moguće je postići na temelju samo tri vrlo osnovna načela:
- načelo okretanja (lijevo ili desno)
- različit radijus okretanja
- načelo dimenzionalnosti (širenja u visinu ili širinu)

Dawkinsova ideja slijepoga urara tvrdi da evoluciji ne trebaju složeni planovi, neki tvorac ili Bog, koji bi, prema mišljenju evoluciji nesklonih ljudi, bio jedino sposoban stvoriti tako složena tijela ili organe koji postoje u stvarnosti. Naprotiv, evoluciji je potrebno samo nekoliko načela da iz jednostavnoga genskoga materijala dugim nizom generacija tj. replikacija stvori bogatstvo varijacija koje opstaju u najrazličitijim okolinama. Slijepi je urar evolucija. Ona je odredila jednostavni niz funkcija – točnije, samo jednu, a to je naredba genima "replikaciraj se!", ali je rezultate replikacije ostavila slijepoj prirodnoj selekciji. Na taj je način, uvijek uzimajući u obzir duga vremenska razdoblja, moglo doći do golemog broja fascinantnih prilagodbi.
Slijepi urar, odnosno personificirani digitalni stroj, stvoritelj puževa iz knjige "Uspon na nemoguću planinu", trebaju dokazati da se evolucija u stvarnosti služi malim brojem naredbi. Ali u tome postoji, kaže Dawkins, evolucijska kvaka 22. Naime, što je replikator (tj. gen) složeniji, to je vjerojatnije da će se pogrešno kopirati, i naposljetku dovesti do potpune disfunkcionalnosti i smrti organizma. “To znači da će početni replikatori imati vrlo malo komponenti. Međutim molekule s manjim brojem komponenti od određenog minimuma, bit će isuviše jednostavne da stvore vlastite kopije.” Drugim riječima, između dva zahtjeva opstanka svih replikatora: točnog kopiranja i osposobljavanja za daljnje kopiranje uvijek dolazi do evolucijskog kompromisa. Između točnosti i složenosti, baš kao i u odnosu među spolovima i generacijama, postoji matematička matrica koristi: reprodukcijska molekula pokušat će biti što složenija, a da pri tome ne ugrozi zahtjev točnosti.

### Rijeka što teče iz rajskoga vrta
U knjizi Rijeka što teče iz rajskoga vrta, odnosno u eseju Digitalna rijeka, Dawkins opisuje mehanizam specijacije, odnosno varijacije genetske strukture darvinističkih "strojeva" (prirodnih jedinki i vrsta) pomoću digitalnog prenošenja informacija. Zamislimo, kaže Dawkins, fotokopiranje fotokopija. Nakon osam stotina fotokopirnih "generacija", preostat će nam samo potpuno siva kopija. Revolucija u molekularnoj biologiji s otkrićem strukture DNK sastojala se u shvaćanju da se replikacija informacija odvija digitalno, a ne analogno (poput fotokopiranja fotokopija); drugim riječima, geni se repliciraju tako da kopije nisu ništa slabije od svojih originala.
"Svi organizmi koji su ikada živjeli, mogu se osvrnuti prema svojim precima i ponosno izreći sljedeću tvrdnju: niti jedan jedini njihov predak nije umro u djetinjstvu. Niti jedan nije postao žrtva neprijatelja ili virusa, ili napravio korak previše na strmoj evolucijskoj litici prije negoli je ostavio barem jedno dijete na ovome svijetu. Milijuni suvremenika naših predaka napravili su takve greške, ali niti jedan jedini naš predak nije pogriješio."
Svaku generaciju možemo predstaviti i kao sito: dobri geni ispadaju kroz sito u sljedeću generaciju, loši geni završavaju u tijelima koja umiru mlada bez reprodukcije. Nakon tisuća generacija, geni koji su uspjeli, vjerojatno će biti dobri, tvrdi Dawkins.

### Paranje duge - znanost, iluzija i apetit za čudesno
U knjizi, Paranje duge - znanost, iluzija i apetit za čudesno (1998.), Dawkins tematizira jednu od svojih bitnijih teza iz dosadašnjih knjiga: priroda je mnogo čudesnija od pjesničke fantazije. Potrebno je imati mnogo više mašte, otvorenosti prema čudesnosti prirode, tvrdi Dawkins, ali i uložiti mnogo truda da bismo shvatili njezinu složenost, da bismo se mogli diviti prirodi, ali i svojoj sposobnosti razotkrivanja tajni slijepoga urara. Dilema da li biti pjesnik ili znanstvenik je pogrešna, jer u svakom dobrom znanstveniku mora ležati pjesnik. Kako bi pokazao složenost prirode, i našu sposobnost da čuđenjem dođemo do objašnjenja, da se divimo i uživamo u ljepoti složenosti Dawkins analizira fenomene i teorije svjetlosti i difrakcije, radio valova, spektrometrije, digitalizaciju genetike, umjetne inteligencije, odnosno pokušaje svođenja raznolikih složenih pojavnih oblika na jednostavne matematičke redukcije poput bar-kodova. Naš um ima sposobnost uživanja upravo u mjeri u kojoj je riječ o emanaciji jedinstvenog načela što vlada prirodom - mathesys universalis. Estetski pristup ostavlja prirodu nerazumljivom i stranom, dok znanstveni nalazi ljepotu u pronalaženju dubljeg jedinstva.

### Eseji

#### O ljudskom srodstvu
U eseju pod naslovom Afrika i njezini potomci iz iste knjige Dawkins ispituje broj naših predaka i načine njihova utvrđivanja. Nekoga će možda začuditi matematički modelirani podatak da je najbliži zajednički rođak nas i našeg susjeda živio otprilike u 12. stoljeću. "Mi smo međusobno puno srodniji negoli se to obično misli". Katkada čujemo kako netko kaže da je daljnji rođak kralja, kraljice ili predsjednika, ali to je prilično prenemaganje, jer smo svi mi daleki rođaci kraljice ili predsjednika: jedina razlika između nas i aristokrata jest u tome da aristokrati svoje porijeklo mogu izvesti eksplicitno. Dok takve tvrdnje, po Dawkinsu, možemo izvesti ne izlazeći iz radne sobe, za utvrđivanje datuma kada je živio zajednički rođak svima nama, trebaju nam empirijske studije, tj. molekularna biologija. Dok se spolne stanice miješaju, tako da možemo reći da "nijedan slon nije toliko oštetio prodavaonicu porculana, kao što spolno sparivanje zloupotrebljava arhive DNA", DNA mitohondrija nasljeđuje se bez izmjena isključivo preko majke. Zbog studija mitohondrija ljudi, koje su s izvjesnim stupnjem neizvjesnosti utvrdile da je izvor digitalne rijeke ljudske DNK u Africi, govorimo o afričkoj Evi, a ne o afričkome Adamu. Grana koja povezuje sve žene, prema dostupnim podacima, nastala je prije 150.000 do 250.000 godina. Međutim istraživanje Y kromosoma, kromosoma koji određuje muški spol, pokazalo je da je varijabilitet toga kromosoma mnogo veći od varijabiliteta ženskoga mitohondrija. Zbog razlika u varijabilnosti plodnosti muškaraca i žena (prema kojoj neki muškarci ostavljaju velik broj potomaka, a mnogi nijednoga; za razliku od žena koje uglavnom imaju sličan broj potomaka), naš je zajednički otac živio mnogo ranije od naše zajedničke majke. Drugim riječima, Adam i Eva nisu mogli biti naši zajednički preci, osim naravno, ako nisu živjeli u već ljudima napučenome svijetu.

#### Ateizam
Niz eseja Dawkins je posvetio odbacivanju postojanja Boga, odnosno kritici kreacionizma. To se posebno odnosi na njegove novije pamflete i priloge što ih objavljuje u časopisu Rational Inquirer i na internetu. Dawkinsov je ateizam funkcionalniji u knjigama negoli u ateističkim pamfletima, jer uvijek služi kao početna točka ili polemično sredstvo protiv pogrešnih doktrina o biološkoj raznolikosti. Primjerice u eseju Korist od krađe iz knjige Rijeka što teče iz rajskoga vrta, Dawkins kritizira kreacionistički argument koji kaže da je posve nevjerojatno da bi slijepa priroda mogla sklopiti tako savršeni organizam poput našeg. Vjerojatnost da se to dogodi, kaže kreacionistički argument, jednak je vjerojatnosti da tornado iz starog otpada sklopi Boeing 747. Stoga: takav je sklop moglo napraviti samo neko natprirodno biće. Sličan argument iznosi se za mnoge pothvate evolucije, primjerice za složenost oka. U jednome eseju Dawkins započinje pričom nekog kulturnog antropologa o smokvi, kako bi pokazao kako je kulturno-mitsko objašnjenje siromašno u usporedbi sa složenošću smokvine građe i prilagodbe jednoj jedinstvenoj vrsti kukca koji oplođuje njezin cvijet (tj. ono što mi obično zovemo njezinim plodom). Dawkinsova osnovna poruka temelji se na brižljivom dokazivanju da se nizom generacija, replikacija, izbora i selekcija, takva složenost doista mogla izvesti posve prirodnim putem, selekcijom raznovrsnih varijacija genetskih pokušaja.
U novije je vrijeme Dawkins utjecajniji među društvenim znanstvenicima nego među prirodnim. Ideja sebičnoga gena je prirodnjacima, specijalistima, sociobiolozima, postala isuviše poznata da im pruži nova objašnjenja. Paradigmom sebičnoga gena istražuje se prirodna evolucija već najmanje trideset godina. Dawkins je stoga za stručnjake prirodnih znanosti prvenstveno pisac, a ne originalni teoretičar. Stručnjaci društvenih znanosti teoriju sebičnoga gena čitaju drukčije. Dawkins je naime svojom idejom o memima i virusima uma ponudio spekulacije o mogućnosti protezanja svoje redukcionističke teorije na kulturu. Pokušaj da se definira memetika, odnosno teorija kulturne selekcije kao analogija prirodnoj, tek je novijeg datuma, i u njoj je još mnogo nedorečenosti, ali i mnogo objašnjavalačkih obećanja. Nedavno je Dawkinsova kolegica Susan Blackmore objavila knjigu posvećenu memetici. Posebno se intenzivna rasprava o memetici vodi na internetu. Danski sociolog Agmar Hog objavio je svoju knjigu o kulturnoj selekciji koja počiva na Dawkinsovoj memetici. Ideja se sastoji u tome da zakoni selekcije vrijede u prirodi djelovanjem gena, a isto vrijedi i za kulturu. Razlika je jedino u tome što je jedinica selekcije i replikacije mem, jedinica oponašanja i kulturne replikacije. Za razliku od gena koji je prilično dobro definiran (premda današnji molekularni biolozi i u to sumnjaju), mem mogu biti različite stvari. Dawkins je memom, ili virusom uma nazvao lanac Sv. Antuna i prvi takt Beethovenove Pete simfonije. Hog je primjerice memom nazvao dijelove narodnih nošnji. Memetika još nije dobila svoju kodifikaciju i točniju definiciju fenomena koje bi trebala objasniti. Osim toga, ne znamo točno ni kako se memi repliciraju i šire.

## Nagrade i priznanja
Godine 1989. Sveučilište u Oxfordu dodijelilo je Dawkinsu titulu doktora znanosti (Doctor of Science). Dawkins je nositelj počasnih doktorata znanosti Sveučilišta u Huddersfieldu, Sveučilišta u Westminsteru, Sveučilišta u Durhamu, Sveučilišta u Hullu, Sveučilišta u Antwerpenu i Sveučilišta u Oslu te počasnih doktorata Sveučilišta u Aberdeenu, Otvorenog sveučilišta, Slobodnog sveučilišta u Bruxellesu i Sveučilišta u Valenciji. Nositelj je također počasnih doktorata književnosti Sveučilišta u St Andrewsu i Australskog nacionalnog sveučilišta (HonLittD, 1996.), za člana Kraljevskog književnog društva izabran je 1997., a za člana Kraljevskog društva 2001. Jedan je od patrona Znanstvenog društva Sveučilišta u Oxfordu.
Godine 1987. Dawkins je za svoju knjigu Slijepi urar primio nagradu Kraljevskog književnog društva i Književnu nagradu Los Angeles Timesa. Iste je godine za svoj rad na epizodi Slijepi urar (The Blind Watchmaker) serije Horizon BBC-ja primio Znanstvenotehnološku nagradu za najbolji televizijski dokumentarni znanstveni program godine.
Među njegovim ostalim nagradama nalaze se Srebrna medalja Londonskog zoološkog društva (1989.), Finlayeva nagrada za inovacije (1990.), Nagrada Michaela Faradaya (1990.), Nakayamina nagrada (1994.), Nagrada za humanista godine Američke humanističke asocijacije (1996.), peta Međunarodna nagrada Cosmos (1997.), Kistlerova nagrada (2001.), Medalja Predsjedništva Talijanske Republike (2001.), Nagrada Car je gol Zaklade za slobodu od religije (2001. i 2012.), Bicentenarijska Kelvinova medalja Kraljevskog filozofskog društva u Glasgowu (2002.) i Nierenbergova nagrada za znanost u javnom interesu (2009.).
Dawkins se, po odluci čitateljâ, našao na vrhu liste 100 vrhunskih javnih britanskih intelektualaca objavljene 2004. u magazinu Prospect, dobivši dvostruko više glasova nego drugoplasirani. U njihovu nastavku ankete objavljenu 2008. ušao je kao kandidat u uži izbor. Godine 2005. Zaklada Alfreda Toepfera sa sjedištem u Hamburgu dodijelila mu je Shakespearovu nagradu kao priznanje za njegovu »konciznu i dostupnu prezentaciju znanstvenog znanja«. Osvojio je Nagradu Lewisa Thomasa za pisanje o znanosti za 2006. godinu te Nagradu za autora godine za 2007. godinu Galaxyjevih britanskih knjižnih nagrada. Iste godine magazin Time uvrstio ga je na popis 100 najutjecajnih ljudi na svijetu u 2007. godini, a našao se i na 20. mjestu liste 100 najvećih živućih genija objavljene 2007. u The Daily Telegraphu. Deschnerovu nagradu, nazvanu po njemačkom antiklerikalnu autoru Karlheinzu Deschneru, dobio je 2007.
Od 2003. godine Međunarodna ateistička alijansa tijekom svoje godišnje konferencije dodjeljuje nagradu kojom odaje priznanje izvanrednu ateistu čije je djelo najviše doprinijelo podizanju javne svijesti o ateizmu u toj godini; poznata je kao Nagrada Richarda Dawkinsa u počast Dawkinsovim vlastitim naporima.
U veljači 2010. Dawkins je imenovan u Počasni odbor istaknutih pregalaca Zaklade za slobodu od religije.
Godine 2012. ihtiolozi na Šri Lanki odali su Dawkinsu počast time da su novom rodu dali ime Dawkinsia (članovi ovog roda prethodno su bili članovi roda Puntius). Obrazlažući tok misli u pozadini imena roda, vodeći istraživač Rohan Pethiyagoda u navodu je ustvrdio: »Richard Dawkins pomogao nam je, kroz svoja pisanja, razumjeti da je svemir daleko ljepši i zapanjujući nego što je ijedna religija zamišljala. (...) Nadamo se da će Dawkinsia služiti kao podsjetnik elegancije i jednostavnosti evolucije, jedinog racionalnog objašnjenja koje postoji za nezamislivu raznolikost života na Zemlji.«
U anketi koju je 2013. proveo magazin Prospect glasovima je odlučeno da je Dawkins najbolji mislilac na svijetu među 65 imena koja je izabrao panel eksperata iz SAD-a i UK-a.

## Mediji

### Izabrane publikacije
- Dawkins, Richard. 1976. Sebični gen (The Selfish Gene. Oxford: Oxford University Press. ISBN 0-19-286092-5.).
- Dawkins, Richard. 1982. Prošireni fenotip (The Extended Phenotype. Oxford: Oxford University Press. ISBN 0-19-288051-9.).
- Dawkins, Richard. 1986. Slijepi urar (The Blind Watchmaker. New York: W. W. Norton & Company. ISBN 0-393-31570-3.).
- Dawkins, Richard. 1995. Rijeka iz edena (River Out of Eden. New York: Basic Books. ISBN 0-465-06990-8.).
- Dawkins, Richard. 1996. Penjanje uz brdo nevjerojatnosti (Climbing Mount Improbable. New York: W. W. Norton & Company. ISBN 0-393-31682-3.).
- Dawkins, Richard. 1998. Paranje duge (Unweaving the Rainbow. Boston: Houghton Mifflin. ISBN 0-618-05673-4.).
- Dawkins, Richard. 2003. Đavolji kapelan (A Devil's Chaplain. Boston: Houghton Mifflin. ISBN 0-618-33540-4.).
- Dawkins, Richard. 2004. Pretkova priča (The Ancestor's Tale. Boston: Houghton Mifflin. ISBN 0-618-00583-8.).
- Dawkins, Richard. 2006. Deluzija o bogu (The God Delusion. Boston: Houghton Mifflin. ISBN 0-618-68000-4.).
- Dawkins, Richard. 2009. Najveća predstava na Zemlji: dokaz evolucije (The Greatest Show on Earth: The Evidence for Evolution. Free Press (Sjedinjene Države), Transworld (Ujedinjeno Kraljevstvo i Commonwealth). ISBN 0-593-06173-X.).
- Dawkins, Richard. 2011. Čarolija stvarnosti: Kako znamo što je stvarno istinito? (The Magic of Reality: How We Know What's Really True. Free Press (Sjedinjene Države), Bantam Press (Ujedinjeno Kraljevstvo). ISBN 978-1-4391-9281-8. OCLC 709673132.).[151]
- Dawkins, Richard. 2013. Apetit za čudo: stvaranje znanstvenika (An Appetite for Wonder: The Making of a Scientist. Ecco Press (Ujedinjeno Kraljevstvo i Sjedinjene Države). ISBN 978-0-06-228715-1.).
- Dawkins, Richard. 2015. Kratka svijeća u tami: Moj život u znanosti (Brief Candle in the Dark: My Life in Science).

### Dokumentarni filmovi
- Dobri momci stižu prvi (Nice Guys Finish First, 1986.)
- Slijepi urar (The Blind Watchmaker, 1987.)[152]
- Odrastanje u svemiru (Growing Up in the Universe, 1991.)
- Srušiti znanstvenu barijeru (Break the Science Barrier, 1996.)
- Veliko pitanje (The Big Question, 2005.), treći dio TV-serije, naslovljen Zašto smo ovdje?
- Korijen svega zla? (The Root of All Evil?, 2006.)
- Neprijatelji razuma (The Enemies of Reason, 2007.)
- Genij Charlesa Darwina (The Genius of Charles Darwin, 2008.)
- Svrha svrhe (The Purpose of Purpose, 2009.), turneja predavanja među američkim sveučilištima
- Prijetnja vjerskih škola? (Faith School Menace?, 2010.)
- Prekrasni umovi (Beautiful Minds, travanj 2012.), dokumentarac BBC4-a
- Seks, smrt i smisao života (Sex, Death and the Meaning of Life, 2012.)[153]
- Nevjernici (The Unbelievers, 2013.)

### Ostali nastupi
- Doctor Who: Ukradena Zemlja (The Stolen Earth, 2008.), u ulozi sebe sama
- Simpsoni: Black Eyed, Please, pojavljuje se u snu Neda Flandersa u kojem ovaj sanja pakao; dao glas demonskoj verziji sebe sama[154]
- Nightwish: Finski simfonijski metal bend Nightwish najavio je Dawkinsa kao gostujuću zvijezdu na svojem nadolazećem albumu iz 2015. Klavijaturist i tekstopisac Nightwisha Tuomas Holopainen o Dawkinsovim je djelima kazao: »Tijekom posljednjih nekoliko mjeseci bio sam toliko entuzijastičan o ovoj vrsti književnosti i bit ću u nadolazećim mjesecima da će to morati nekako izići... nešto se dogodilo tijekom proteklih pet, šest, sedam godina i dosta toga ima veze s knjigama koje sam pročitao, uglavnom Whitmana, Hitchensa i Dawkinsa.«[155][156]
- Izbačeni: inteligencija nije dopuštena (Expelled: No Intelligence Allowed, 2008.), u ulozi sebe sama, predstavljen kao vodeći znanstveni oponent inteligentnom dizajnu u filmu u kojem se tvrdi da srednjostrujaški znanstveni establišment suprimira akademičare koji vjeruju u to da vide dokaz inteligentnog dizajna u prirodi i koji kritiziraju dokaz koji podupire darvinističku evoluciju